# ژان-بتیست دوما
ژان بتیست آندره دوما (به فرانسوی: Jean Baptiste André Dumas) شیمی دان فرانسوی (زاده ۱۸۰۰ در شهر کان)
کودکی خود را در سوئیس سپری کرد و تا ۲۳ سالگی به تحصیل پزشکی مشغول بود. سپس به فرانسه بازگشت و در معتبرترین دانشگاه‌ها به تدریس پرداخت. دررشته‌های داروسازی و شیمی کاربردی پژوهش وتفحص بسیار داشه‌است. سالهای زیادی را صرف طبقه‌بندی مواد ازنظر اتمهای سازنده نمود اما به علت نقص علم شیمی در آن زمان و یکی دانستن اتم و مولکول ،غالباً در نتیجه گیری مرتکب اشتباه می‌شد. دوما نخستین کسی بود که توانست وزن اتم کربن را بادقت بسیار بالا بدست بیاورد. این دست اورد درپیشرفت شیمی آلی بسیار مئثر بود
فرضیه دوما مبنی بر اینکه خواص مواد به وضع وآرایش عناصر تشکیل دهنده ان بستگی دارد نیز در نوع خود سخنی نو وراهگشا برای پیشرفت علم به‌شمار می‌رود. وی در سال ۱۸۸۴ درگذشت

## پیوندها
- دانشمندان
  - دانشمندان فرانسوی
  - شیمی آلی